# International Components for Unicode
International Components for Unicode (ICU) és un conjunt de biblioteques que donen suport a Unicode i internacionalitzen el programari. ICU està desenvolupat en els llenguatges C/C++ i Java i proporciona serveis Unicode en diferents plataformes amb els mateixos resultas. ICU és un projecte de codi obert sota la custòdia del Consorci Unicode i patrocinat per diferents empreses com IBM.

## mòduls que formen ICU
- Chars and Strings: Proporcionen macros i utilitats per a treballar amb cadenes Unicode.
- Conversion: Gestiona la conversió entre els caràcters unicode i els que no són unicode.
- Locale: Els serveis es parametritzen segons la configuració local. Gestiona la llengua, la variant dialectal, el calendari, la moneda, etc per oferir uns resultats culturalment correctes.[4]
- Resources: Gestiona missatges traduïts i la recuperació d'aquests paquets —per exemple, el paquet de recursos "es_MX" correspon a l'espanyol mexicà.
- Date/Time Services: Determina la zona horària, identifica si en aquell país s'apliquen correccions horàries i proporciona una lògica per treballar amb diversos tipus de calendaris.
- Formatting and parsing: Passa del llenguatge màquina (dades binàries) a números, dates, hores i missatges (cadenes traduïdes). S'entén per Parsing, com el procés invers, passar de cadenes introduïdes per l'usuari a dades binaries.
- Transforms: s'utilitzen per processar text Unicode en les traduccions de maneres diferents. Inclouen: com es consideren les majúscules i les minúscules; la normalització que s'utilitza per convertir text a una forma única, transliteració i el maneig bidireccional del text que especifica la direcció del flux de text.[5]

## Característiques
IBM a través del Linux Technology Center promou programari de codi obert i és la principal impulsora d'ICU.
- Des de ICU 58, ICU és sota la llicència Unicode license, una llicència de codi obert.[7][8]
- Multiplataforma, obtenint els mateixos resultats.[1]